# Carlo Sbisà
Carlo Sbisà
La Venere della scaletta
Öl auf Leinwand
100 × 90 cm

Museo Revoltella, Triest

Link zum Bild

Carlo Sbisà (* 25. Mai 1899 in Triest; † 11. Dezember 1964 ebenda) war ein italienischer Maler, Bildhauer und Keramiker.

## Leben

### Ausbildung und erste Arbeiten
Aufgrund seines zeichnerischen Talentes besuchte Carlo Sbisà den künstlerischen Zweig der Civica scuola reale superiore in Triest. Nach dem Schulabschluss fand er eine Anstellung als technischer Zeichner in einer Werft in Monfalcone, außerdem arbeitete er gelegentlich als Ziselier in einer Goldschmiedewerkstatt. Berufsbedingt hielt er sich in jungen Jahren einige Zeit in Budapest auf. Dort und in Wien besuchte er regelmäßig Kunstmuseen und -ausstellungen und fand Gefallen vor allem an den grafischen Arbeiten Egon Schieles und Gustav Klimts.
Ab 1919 studierte Sbisà Malerei an der Accademia delle Arti del Disegno in Florenz. Hier stand er in Kontakt mit dem Klimt-Schüler Ubaldo Oppi, Achille Funi und anderen Künstlern der Gruppe Novecento, die sich an den Sujets des Spätmittelalters und vor allem der Renaissance orientierte und sich von der Moderne abgrenzte. Die Gruppe stand der faschistischen Bewegung Benito Mussolinis nahe. Sbisàs öffentliches Debüt fand 1922 auf der Biennale von Venedig statt, wo er eine Kaltnadelradierung zeigte. In den nächsten Jahren stellte er regelmäßig auf der Biennale aus, unter anderem Porträts (Ritratto femminile, 1925). Im Jahr 1925 malte er ein Altarbild für die Kirche Santa Maria Assunta in Adria und beteiligte sich im selben Jahr mit dem Ölgemälde Cena mistica di san Francesco e santa Chiara an einem Wettbewerb zum 700. Todestag von Franz von Assisi. Kunsthistoriker urteilten, das Bild sei „von der Klarheit des 14. Jahrhunderts geprägt“; gleichzeitig ist es aber auch als „plötzliche Injektion von Zukunft und Moderne“ beschrieben worden.

### Malerei und Fresken
1927 kehrte Sbisà nach Triest zurück, wo kurz darauf in der Galerie Michelazzi seine erste, von Italo Svevo präsentierte Einzelausstellung stattfand. Seine Arbeiten in dieser Zeit dokumentieren sein neoklassizistisches, unter anderem an Tizian geschultes Kunstverständnis (La Venere della scaletta, 1928), enthalten gelegentlich aber auch Spuren des Magischen Realismus. Sein Atelier teilte er sich in der Rotonda Pancera mit den Künstlern Leonor Fini und Arturo Nathan, die enge Freunde Sbisàs wurden. Auf einem Gemälde mit dem programmatischen Titel Magia (1928), laut dem Maler und Kritiker Carlo Carrà eine „Erforschung des Gegenstands und des Surrealen“, ist Leonor Fini zu sehen, im Bildhintergrund außerdem das neoklassizistische Ateliergebäude. Anfang 1929 hatte das Trio eine Gruppenausstellung in der Galleria Vittorio Barbaroux in Mailand, die die Künstler des Novecento unterstützte. Ende des Jahres stellte Sbisà auf der Terzo Sindacale Regionale Triestina eines seiner bekanntesten Ölgemälde, La città deserta (1929), aus, das jedoch von Teilen der Kritik wegen seiner „passive[n] Abhängigkeit“ vom „ritorno all’ordine der nationalen Maltradition“ zurückgewiesen wurde.
Auch weil sich für neoklassizistische Malerei allmählich kaum noch ein nennenswerter Markt fand, widmete sich Sbisà ab etwa 1932 verstärkt der Freskenmalerei. Vom faschistischen Architekten Umberto Nordio erhielt er den Auftrag, die Ehrenhalle der neu entstandenen Casa del Combattente (Haus des Kämpfers) auszuschmücken, in der das Museum des Risorgimento untergebracht wurde. In einem allegorischen Bilderzyklus stellte Sbisà die „Mutter Italiens“ und die Städte dar, die nach dem Ersten Weltkrieg an Italien gefallen waren: Aquileia, Fiume, Pula, Gorizia, Zadar, Poreč und auch seine Heimatstadt Triest, die er als windumwehte, athletische und blonde Frau deutete. Für ein neues, von Marcello Piacentini entworfenes Gebäude des Versicherungskonzerns Assicurazioni Generali, unweit des Teatro Romano in Triest, steuerte er ebenfalls allegorische Fresken bei, für die Sbisà sich deutlich vom Renaissancekünstler Piero della Francesca inspirieren ließ.

### Sakrale Nachkriegskunst
Im Jahr 1942 heiratete Sbisà die Malerin und Keramikerin Mirella Schott (1921–2015), die einer jüdischen Familie entstammte. Da inzwischen die Rassengesetze des faschistischen Italiens erlassen worden waren, benötigte das Paar für seine Hochzeit eine Sondergenehmigung. Im Herbst 1944 erschütterte ihn der Tod seines jüdischen Freundes und Kollegen Arturo Nathan, der im nationalsozialistischen Lager Lindele in Biberach an der Riß getötet wurde.
Nach einer künstlerischen Schaffenskrise gab Sbisà die Malerei komplett auf und wandte sich der Bildhauerei und der Keramik zu. Die 1950er und 1960er Jahre waren von zahlreichen sakralen Aufträgen geprägt. So gewann Sbisà den Wettbewerb für die Ausschmückung der neuen Glocke der Kathedrale San Giusto in Triest (1953). Weitere Arbeiten entstanden unter anderem für die Basilika Santa Maria Assunta in Muggia (1953) und für die Apsis der Dorfkirche von Grignano bei Triest (1963).
In den letzten Jahren vor seinem Tod leitete Sbisà die 1960 von ihm selbst gegründete Scuola libera dell'Acquaforte (Freie Schule für Radierung). Von  1965 bis 2003 wurde sie von seiner Frau weitergeführt.